# Скадино (Питаловський район)
Скадино (рос. Скадино) — присілок в Питаловському районі Псковської області Російської Федерації.
Населення становить 1 особу. Входить до складу муніципального утворення Гавровська волость.

## Історія
Від 2015 року входить до складу муніципального утворення Гавровська волость.

## Населення
| 2001 | 2002 | 2010 |
| ---- | ---- | ---- |
| 5    | ↗8   | ↘1   |